# Web widget

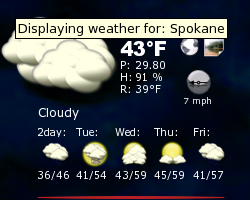
weather++ kisalkalmazás SuperKaramba-ban.

Web widget (magyar megfelelője: kisalkalmazás vagy minialkalmazás) alatt általában olyan kódrészletet értünk, amely egy HTML-oldalba egyszerűen beilleszthető és (további fordítás nélkül) futtatható. A kód jellemzően (de nem kizárólag vagy feltétlenül) DHTML, JavaScript vagy Adobe Flash. A web előtag itt tehát jellemzően olyan webes megjelenítésre szánt widgetre utal, melynek forráskódja (vagy a lefordított kód eredményeként létrejött fájlra való hivatkozás) egy szabványos HTML-oldal kódjába illeszthető, és az oldalt egy általános böngészőprogrammal megnyitva a widget (további fordítási környezet telepítése nélkül) megfelelően jelenik meg.